# خاچیک (بستان‌آباد)
خاچیک یکی از روستاهای استان آذربایجان شرقی است که در دهستان سهندآباد بخش تیکمه‌داش شهرستان بستان‌آباد واقع شده‌است.این روستا ۱۳۹ نفر جمعیت دارد.

## مردم
اکثر ساکنین این روستا و روستای هم جوار در روستای سیر به شغل کشاورزی و دامپروی مشغول هستند.

### مهاجرت
البته اکثر جمعیت این روستا به تهران مهاجرت کرده و در بازار آهن به مشاغلی همچون حجره داری و خرید و فروش آهن آلات، رانندگی و کارگری مشغول هستند.